# Cordulegaster
Cordulegaster es un género de libélulas de la familia Cordulegastridae que contiene las siguientes especies:
- Cordulegaster algerica Morton, 1916
- Cordulegaster annandalei (Fraser, 1923)
- Cordulegaster bidentata Selys, 1843
- Cordulegaster bilineata (Carle, 1983)
- Cordulegaster boltonii (Donovan, 1807)
- Cordulegaster brevistigma Selys, 1854
- Cordulegaster diadema Selys, 1868
- Cordulegaster diastatops (Selys, 1854)
- Cordulegaster dorsalis Hagen in Selys, 1858
- Cordulegaster erronea Selys, 1878
- Cordulegaster godmani McLachlan, 1878
- Cordulegaster helladica (Lohmann, 1993)
- Cordulegaster heros Theischinger, 1979
- Cordulegaster jinensis Zhu & Han, 1992
- Cordulegaster maculata Selys, 1854
- Cordulegaster magnifica Bartenev, 1930
- Cordulegaster mzymtae Bartenev, 1929
- Cordulegaster obliqua (Say, 1840)
- Cordulegaster orientalis van Pelt, 1994
- Cordulegaster parvistigma (Selys, 1873)
- Cordulegaster picta Selys, 1854
- Cordulegaster princeps Morton, 1916
- Cordulegaster sayi Selys, 1854
- Cordulegaster talaria Tennessen, 2004
- Cordulegaster trinacriae Waterston, 1976
- Cordulegaster vanbrinkae Lohmann, 1993

- Datos: Q1301176
- Multimedia: Cordulegaster / Q1301176
- Especies: Cordulegaster